# Стволино (Псковская область)
Стволино — деревня в Дновском районе Псковской области России. Входит в состав Выскодской волости Дновского района.
Расположена на востоке района, на реке Полонка, в 19 км к востоку от районного центра, города Дно и в 13 км к юго-западу от волостного центра, деревни Морино.

## Население
| 2001 | 2002 | 2010 |
| ---- | ---- | ---- |
| 47   | ↗52  | ↘44  |

Численность населения деревни составляла на 2000 год — 47 человек, на 2010 год — 46 человек.

## История
До 2005 года деревня входила в состав Панкратовской волости, с 2006 до 2015 года — в состав Моринской волости.